# Saison 2 de Teen Witch
Chronologie
Saison 1 Saison 3
Cet article présente les épisodes de la deuxième saison de la série télévisée américaine Teen Witch (Every Witch Way).

## Production
Tous les épisodes ont été scénarisés par Catharina Ledeboer (et Gloria Shen pour 11 épisodes) et réalisés par Clayton Boen.

## Épisodes

### Épisode 1:Jax, le Charmeur(Jax of Hearts)
- États-Unis : 7 juillet 2014
- France : 2 novembre 2015

### Épisode 2:Le conseil des sorcières(Runaway Witch)
- États-Unis : 8 juillet 2014
- France : 3 novembre 2015

### Épisode 3:Le retour de la tarte d'amour(Love Pie Redux)
- États-Unis : 9 juillet 2014
- France : 4 novembre 2015

### Épisode 4:Coup de foudre(Power by Proxy)
- États-Unis : 10 juillet 2014
- France : 5 novembre 2015

### Épisode 5:La lune du chaos(The Fool Moon)
- États-Unis : 11 juillet 2014

### Épisode 6:Qui est Daniel?(Daniel Who?)
- États-Unis : 14 juillet 2014
- France : 7 novembre 2015

### Épisode 7:Impossible(No Can Do)
- États-Unis : 15 juillet 2014
- France : 8 novembre 2015

### Épisode 8: Loup-garous en Sibérie (Werewolves in Siberia)
- États-Unis : 16 juillet 2014
- France : 9 novembre 2015

- États-Unis : 1,71 million de téléspectateurs (première diffusion)

### Épisode 9:Le non-soirée pyjama(The No-Sleep Sleevoper)
- États-Unis : 18 juillet 2014
- France : 10 novembre 2015

### Épisode 10:Incontrôlable(Outta Hand)
- États-Unis : 21 juillet 2014
- France : 11 novembre 2015

### Épisode 11:Le problème(Double Trouble)
- États-Unis : 22 juillet 2014

### Épisode 12:Emma et ses clones(The Emma Squad)
- États-Unis : 23 juillet 2014

- États-Unis : 1,94 million de téléspectateurs (première diffusion)

### Épisode 13:L'ésclave(Missminion)
- États-Unis : 24 juillet 2014

- États-Unis : 1,51 million de téléspectateurs (première diffusion)

### Épisode 14: La rupture (The Breakup)
- États-Unis : 25 juillet 2014

- États-Unis : 1,64 million de téléspectateurs (première diffusion)

### Épisode 15: Des graines pour Emma (Emma Wants a Cracker)
- États-Unis : 28 juillet 2014

- États-Unis : 1,61 million de téléspectateurs (première diffusion)

### Épisode 16: Oragepocalypse (Stormageddon)
- États-Unis : 29 juillet 2014

### Épisode 17: Le Sacrifice (About a Wizard)
- États-Unis : 30 juillet 2014

- États-Unis : 1,72 million de téléspectateurs (première diffusion)

### Épisode 18: Anniversaire à la Plage (Beach Birthday Bash)
- États-Unis : 31 juillet 2014

- États-Unis : 1,99 million de téléspectateurs (première diffusion)

### Épisode 19: Un zombie pour petit ami (Zombie Boyfriend)
- États-Unis : 1er août 2014

- États-Unis : 1,52 million de téléspectateurs (première diffusion)

### Épisode 20: Il était un sort (Once Upon a Spell)
- États-Unis : 4 août 2014

- États-Unis : 1,97 million de téléspectateurs (première diffusion)

### Épisode 21:Andi et Philip, assis sur un arbre(Andi & Philip, Sittin' in a Tree)
- États-Unis : 5 août 2014

- États-Unis : 1,86 million de téléspectateurs (première diffusion)

### Épisode 22: Amitié brisé (BF-Never)
- États-Unis : 6 août 2014

- États-Unis : 2,27 millions de téléspectateurs (première diffusion)

### Épisode 23: Les abysses (The Abyss)
- États-Unis : 7 août 2014

- États-Unis : 1,79 million de téléspectateurs (première diffusion)

### Épisode 24:Un monde arrêter(I'll Stop the World)
- États-Unis : 8 août 2014

- États-Unis : 1,7 million de téléspectateurs (première diffusion)

### Épisode 25:Emma contre Emma(Emma vs. Emma)
- États-Unis : 8 août 2014

- États-Unis : 1,7 million de téléspectateurs (première diffusion)

### Épisode Spécial:Le sortilège(Spellbound)
- États-Unis : 26 novembre 2014

- États-Unis : 1,58 million de téléspectateurs (première diffusion)